# Château de la Motte (Bardigues)
Pour les articles homonymes, voir Château de la Motte.
Le château de la Motte est un château datant du XVIIIe siècle, situé dans la commune de Bardigues, dans le département français de Tarn-et-Garonne en région Occitanie.

## Histoire
Le fief de Bardigues est acquis en 1315 par Raymond-Arnaud de Goth, neveu de Clément V, premier pape en Avignon. La famille de Goth construit dans le courant du XIVe siècle un premier château, qui sera remanié au XVIe siècle.
Le 26 juin 1589, Béraud de Goth rejoint les armées du roi. Avant son départ, il rédige un testament au profit de sa femme et d'un potentiel enfant à naître. Après plusieurs retours au château au gré des nombreuses guerres auxquelles il prend part, Béraud de Goth, très affaibli, s'éteint sans postérité et lègue en dernières volontés, en date du 12 janvier 1633, ses possessions à Pierre de Cruzy-Marcillac  l'obligeant à adjoindre à son nom celui des Goth.
Pierre de Goth de Cruzy-Marcillac, marié à Madeleine de Voisins-Montaut, n'a pour héritière qu'une seule fille, Charlotte, qu'il marie le 2 janvier 1625 à Jean-François d'Esparbès de Lussan. Par ce mariage, il lègue l'ensemble de ses possessions à son gendre, lui assignant à son tour l'ordre d'adjoindre à son patronyme le nom de l'illustre lignée des Goth, ce qui sera fait à la naissance de son unique petit-fils, Sylvestre d'Esparbès de Lussan de Goth.
L'actuel château est construit sur les fondations de l'ancien logis dans le courant du XVIIIe siècle par la descendance de ce dernier. Le domaine reste possession de la famille d'Esparbès de Lussan jusqu'à son extinction, en la personne d'Emmanuel d'Esparbès de Lussan qui meurt tragiquement à la bataille de Saint-Privat à Gravelotte en août 1870.
Dès lors, ses possessions sont transmises à sa sœur, Berthe. Le domaine passe ainsi à la famille de Saint-Exupéry par le mariage de cette dernière avec Henri de Saint-Exupéry. Leur fille Jacqueline, hérite à son tour et fait passer le domaine à la famille de Greling, par son mariage avec Ferdinand de Greling. En 1922, leur fille, Françoise, épouse Maurice Barbara de Labelotterie de Boisséson faisant passer le château dans la famille de ce dernier, qui en est, de nos jours, encore propriétaire.

## Architecture
Le château se compose d'un corps de logis central à sept travées sur deux niveaux, surmonté de part et d'autre de frontons triangulaires agrémentés chacun de deux pots à feu. Il est flanqué de deux pavillons doublés dans la profondeur et rehaussés d'un niveau supplémentaire formant un plan général en H. L'ensemble du bâtiment et surmonté de faux toits-terrasses aux toitures en tuiles à faible pente. 
Le château possède une vaste cour d'honneur mais également deux ailes de communs symétriques, séparées de celui-ci par des douves en eaux et un portail en fer forgé aux armes de la famille d'Esparbès de Lussan. 
Les intérieurs du château offrent également un décor très raffiné composé de lambris et gypseries du XVIIIe siècle et du XIXe siècle, ainsi que des cheminées de marbre, papiers peints, carrelages en tomettes et dessus de porte peints.
Outre son château et ses dépendances, le domaine comprend également un vaste parc, des terres agricoles de 130 hectares, 75 hectares de bois, quatre fermes, un moulin, un four à pain et une ancienne tour de télégraphe.

## Protection
Le domaine est classé aux monuments historiques une première fois par arrêté du 24 mai 1973 pour sa cour d'honneur avec ses trois portails et sa fontaine puis une seconde fois par arrêté du 18 novembre 1999 pour l'intégralité du château.
Il est également inscrit par arrêté du 1er avril 1999 pour son allée d'accès, son avant-cour et ses communs, son parc et sa garenne ainsi que son moulin.

## De nos jours
Le domaine est exploité par Paul-Alexandre et Caroline Barbara de Labelotterie de Boisséson, qui en font aujourd'hui une vitrine du savoir-faire de la région au travers d'expositions éphémères et permanentes ainsi que d'une boutique de produits locaux.
Le château est ouvert à la visite, notamment à l'occasion des journées européennes du patrimoine.
Le 13 mai 2020, le domaine fait en partie l'objet d'un épisode de l'émission Des racines et des ailes diffusé sur France 3.